# Guido Rumici
Guido Rumici (Gorizia, 27 settembre 1959) è uno storico e saggista italiano.
Studioso della storia del confine orientale italiano ed esperto di storia della Venezia Giulia e della Dalmazia, Rumici è autore di numerosi saggi sull'argomento, cui ha dedicato più di un decennio di ricerche e documentazione.
Professore di Economia aziendale e di Storia ed Economia regionale, Rumici è cultore di Diritto dell'Unione Europea e di Diritto Comunitario presso l'Università di Genova nonché relatore e conferenziere per conto dell'Università Popolare di Trieste e su mandato del Ministero degli Affari Esteri nelle Comunità degli Italiani dell'Istria, di Fiume e della Dalmazia. Giornalista, è autore di volumi divulgativi e documentari di approfondimento.

## Biografia
Goriziano di nascita, Rumici frequenta l'università a Trieste, dove si laurea in Economia e Commercio.
Studioso di Storia ed Economia, sin da giovane si dedica alla ricerca storiografica testimoniale e documentale prediligendo, come oggetto della sua attività di studio e ricerca, la terra da cui proviene. Negli anni novanta è autore di testi di carattere scientifico e in particolare di saggi sulla storia della Venezia Giulia, della Dalmazia e del confine orientale d'Italia. Nel 1998, con il saggio L'Istria cinquant'anni dopo il grande esodo, vince a Venezia il Premio Carbonetti.

## Attività di ricerca
Nel 2001 pubblica con la casa editrice Mursia di Milano Fratelli d'Istria. 1945-2000 Italiani divisi opera sulla storia, la situazione e le prospettive degli Italiani dell'Istria, di Fiume e della Dalmazia dal 1945 ad oggi.
Nello stesso anno riceve il Premio Tanzella con La Scuola Italiana in Istria 1945-1999, un saggio sui problemi e i cambiamenti subiti dalle istituzioni scolastiche in Istria nei cinquant'anni che seguirono la seconda guerra mondiale.
Nel 2002, sempre per i tipi di Mursia, pubblica Infoibati. I nomi, i luoghi, i testimoni, i documenti, con cui definisce un quadro dei terribili massacri delle foibe, sulla base di una vasta e variegata documentazione di fonte inglese, slava ed italiana. L'opera vince il Premio Tanzella nel 2007.
Nel 2003 dà alle stampe L'esodo dei giuliano-dalmati, un lavoro divulgativo sulla storia dei profughi dalla Venezia Giulia e dalla Dalmazia, mentre nel 2005 pubblica Un paese nella bufera: Pedena 1943-1948, opera in cui Rumici si concentra nella descrizione delle significative vicende di una piccola località dell'Istria interna, Pedena, durante il periodo dell'occupazione tedesca e del primo dopoguerra.
Nel 2006 pubblica Storie di deportazione, raccolta di testimonianze di persone sopravvissute alle carceri jugoslave. Nel 2008 ha pubblicato, assieme ad Olinto Mileta, il volume di testimonianze Chiudere il cerchio dedicato al periodo 1900-1940 e nel 2010 il secondo volume dedicato al periodo del secondo conflitto mondiale.
Nel 2009 è uscito il manuale Istria, Quarnero, Dalmazia (pubblicato insieme a Marco Cuzzi ed a Roberto Spazzali) destinato al mondo della scuola e in particolare agli allievi delle scuole superiori. Nel 2010 ha pubblicato Parenzo nei ricordi, monografia dedicata alla cittadina di Parenzo d'Istria ed alla sua gente.

### Gli studi sulle Foibe e sull'Esodo
(Guido Rumici)
Nel recensire l'opera di Rumici sulle Foibe, Infoibati, Dall'Oglio e Raoul Pupo, evidenziano il rigido metodo "documentario" e la completezza nell'approccio. Quest'ultimo, in particolare, rimarcando il rigore storiografico e "l'equilibrio fra un'informazione larga e dettagliata e la chiarezza del linguaggio" dell'opera, rileva come lo storico goriziano nell'analizzare il fenomeno delle Foibe getti uno sguardo alla vicenda attraverso un orizzonte temporale più ampio, che comprende tanto la "politica oppressiva del fascismo contro le minoranze slovena e croata in Italia" quanto il lungo "esodo della quasi totalità del gruppo nazionale italiano".
Pupo sottolinea infine come sul piano interpretativo Rumici "faccia proprie le acquisizioni più recenti della storiografia italiana e slovena" interpretando definitivamente le violenze dell'immediato dopoguerra "come una forma di epurazione preventiva della società giuliana da parte dei poteri popolari jugoslavi".
Secondo lo studioso "i fatti testimoniano che vi fu un disegno politico nell'eliminazione delle persone. Non fu, come in molti altri testi si dice, il frutto di una resa dei conti, di fatti emozionali, di una grande vendetta sul momento. Certo, non mancarono episodi anche di questa natura. Però alla base di tutto ci fu un progetto politico."

## Attività di divulgazione e giornalismo
Nonostante l'impegno pluriennale dedicato all'attività di ricerca storica ed alla docenza Rumici si è spesso dedicato anche alla divulgazione, in particolare attraverso l'attività di giornalista. Prolifico autore di pubblicazioni accademiche e di articoli di carattere storico, politico e culturale, Rumici è stato spesso relatore di numerosi convegni accademici su argomenti inerenti all'ambito di specializzazione delle sue ricerche: la storia e l'economia dell'Adriatico orientale.
La sua attività di divulgatore lo ha visto collaborare in più occasioni con la RAI e con Tele Capodistria (nonché con Radio Capodistria) per programmi di informazione e di approfondimento sui temi legati al confine orientale d'Italia ed alla minoranza italiana oltre tale confine; è stato inoltre autore e consulente storico per documentari sui gli stessi temi.
Nel 2010 ha pubblicato per il Ministero dell'istruzione, dell'università e della ricerca Istria, Fiume e Dalmazia. Profilo storico, un saggio breve sotto forma di dispensa didattica.
Come docente si è occupato anche della storia e dei problemi delle istituzioni scolastiche ed accademiche italiane in Istria, Fiume e Dalmazia, e più in generale delle minoranze linguistiche dell'area, pubblicando saggi su queste tematiche e promuovendo scambi culturali e gemellaggi tra le istituzioni scolastiche della minoranza italiana in Istria e del Friuli-Venezia Giulia.
Attualmente vive a Grado, in provincia di Gorizia.

## Premi e riconoscimenti
- 1998 Premio Carbonetti per L'Istria cinquant'anni dopo il grande esodo.
- 2001 Premio Tanzella con La Scuola Italiana in Istria.
- 2007 Premio Tanzella con Infoibati. I nomi, i luoghi, i testimoni, i documenti.

## Opere
- L'Istria cinquant'anni dopo il grande esodo (1997).
- La Scuola Italiana in Istria, Edizioni ADES, Udine (2000).
- Fratelli d'Istria: sulla storia, la situazione e le prospettive degli Italiani dell'Istria, di Fiume e della Dalmazia dal 1945 ad oggi, Mursia, Milano (2001). ISBN 978-88-42528029
- Infoibati. I nomi, i luoghi, i testimoni, i documenti, Mursia, Milano (2002). ISBN 978-88-42529996
- L'esodo dei giuliano-dalmati, Edizioni ADES, Trieste (2003).
- Un paese nella bufera: Pedena 1943-1948, (2005).
- Storie di deportazione (2006).
- Chiudere il cerchio, vol. 1°, con Olinto Mileta Mattiuz (2008).
- Istria, Quarnero, Dalmazia, con Roberto Spazzali e Marco Cuzzi, Edizioni Goriziana, Gorizia (2009)
- Parenzo nei ricordi (2010).
- Chiudere il cerchio, vol. 2°, (2010).

### Documentari
- Foibe. Dramma dei deportati e scomparsi sul confine orientale d'Italia, regia Guido Rumici, lungometraggio, ed. ANVGD, Videoblu, Cormons (2005)